# Замок Спрінгфілд

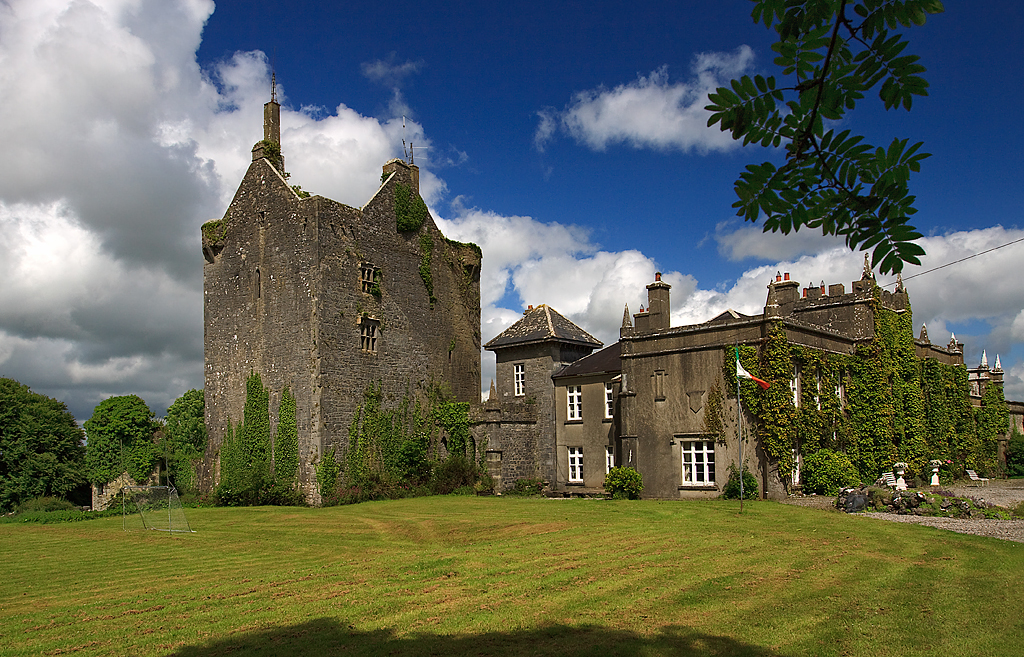
Замок Спрінгфілд.

Замок Спрінгфілд (англ. Springfield Castle, Broadford Castle) — один із замків Ірландії, розташований в графстві Лімерік, недалеко від міста Ньюкастлвест.

## Історія замку Спрінгфілд
Замок Спрінгфілд являє собою групу споруд навколо внутрішнього двору. Замок має дві основні башти. Одна башта — XV століття, друга — XVIII століття. Є майстерні, конюшні, житлове крило XVIII століття. Замок належав одній з гілок Джеральдинів — родичів аристократів династії Фіцджеральд.
У 1280 році родина норманського феодала Фіцджеральда осіла в місцині, що називалась Горт на Тіобрад. Цей Фіцджеральд одружився з дочкою вождя місцевого ірландського клану О'Коллеайн і присвоїв собі титул лорда Клаонхлайс. Його нащадки в XV столітті збудували замок.
У середині XVII століття володарі замку — місцеві Фіцджеральди надали притулок і покровительство ірландському поету Дайбі О'Бруадайру (ірл. — Dáibhí Ó Bruadair) (1625—1698), що написав елегію про володарів замку.
У XVIII столітті на території замку були побудовані казарми для гарнізону британської армії.
У 1691 році король Англії конфіскував замок і маєток Спрінгфілд у власників — місцевих Фіцджеральдів. Власники мусили покинути Ірландію і виїхати до Франції. Замок купив Вільям Фіцморіс — молодший син ХХ лорда Керрі. Його син Джон Фіцморіс побудував великий особняк у стилі короля Георга біля церкви ХІІІ століття, що зберігся до ХХ століття і згорів під час війни за незалежність Ірландії 1921 року.
У 1780 році Енн Фіцморіс — єдина спадкоємиця вийшла заміж за сера Роберта Дейна — І барона Мускеррі. Після пожежі 1921 року сер Роберт Дейн — V барон Мускеррі перебудував крила особняка та відремонтував частину інших будівель. Збереглися до нашого часу саме ці частини замкового комплексу, що займають площу 200 акрів землі та кілька будинків, де сьогодні мешкають його нащадки. Нині замок належить Роберту Дейну — ІХ барону Мускеррі.